# Chusquea renvoizei
Chusquea renvoizei är en gräsart som beskrevs av Lynn G. Clark. Chusquea renvoizei ingår i släktet Chusquea och familjen gräs.
Artens utbredningsområde är Bolivia. Inga underarter finns listade i Catalogue of Life.